# Gwyneth Bebb
 Gwyneth Bebb, verheiratete Gwyneth Thomson (* 27. Oktober 1889 in Oxford, England; † 9. Oktober 1921 in Birmingham, England) war eine britische Anwältin und Aktivistin. Ihre Kampagne war der Ausgangspunkt dafür, dass der Anwaltsberuf in England für Frauen ermöglicht wurde.

## Leben und Werk
Bebb war das dritte von sieben Kindern von Louisa Marion (geb. Traer), und einem Dozenten am Brasenose College in Oxford, Llewellyn John Montford Bebb. Nachdem ihr Vater 1898 zum Direktor des St. David’s College in Lampeter ernannt worden war, zog sie mit ihrer Familie nach Wales. Sie besuchte die St. Mary’s School in Paddington (London) und studierte ab 1908 Rechtswissenschaften am St Hugh’s College in Oxford. Sie war die sechste Frau, die Jura in Oxford studierte. Vor ihr hatten unter anderen Cornelia Sorabji und Ivy Williams dort studiert. In einem College, an dem die meisten ihrer Kommilitonen eine Karriere als Lehrer oder Missionare anstrebten, war ihre Studienwahl der Rechtswissenschaft ungewöhnlich, da Frauen zu dieser Zeit von der Anwaltschaft ausgeschlossen waren. 1911 schloss sie ihr Studium der Rechtswissenschaft als erste Frau in Oxford mit erstklassigen Noten ab, aber zu diesem Zeitpunkt erhielt sie als Frau noch keinen Universitätsabschluss. Sie nahm eine Stelle als Ermittlungsbeamtin für das Board of Trade an, wo sie ihre juristische Ausbildung nutzen konnte.

## Bebb gegen die The Law Society
1913 beantragten Bebb, Karin Costelloe, Maud Ingram und Lucy Frances Nettlefold bei der Law Society, die erforderlichen Vorprüfungen abzulegen zu können, bevor sie Anwältin wurden. Die Anträge wurden abgelehnt, weil Frauen nicht als Anwälte oder Rechtsanwälte zugelassen werden konnten. Bebb und ihre Kolleginnen beantragten die Erklärung, dass eine Frau eine „Person“ im Sinne des Solicitors Act von 1843 sei. Trotz der Bestimmungen des Gesetzes entschied der Richter Justice Joyce gegen sie und erklärte, dass es keine Beispiele für weibliche Anwälte oder Präzedenzfälle gebe, die es ihnen erlauben würden, Anwälte zu werden. Im Wesentlichen argumentierte er, dass Frauen keine Anwälte sein könnten, weil keine Frau jemals eine Anwältin gewesen sei, und sagte, es sei Sache des Parlaments und nicht des Gerichts, das Gesetz zu ändern. Die Frauen legten Berufung bei dem Berufungsgericht ein und verloren erneut, gewannen aber öffentliche Unterstützung.
Im März 1917 wurde Bebb Kommissarin für die West Midland Division des neu gebildeten National Service for Women. Am 26. April 1917 heiratete sie in der St. Mary Abbot’s Church in London den Anwalt Thomas Weldon Thomson (1872–1930). Im August desselben Jahres wurde sie zur stellvertretenden Kommissarin im Ministerium für Ernährung der Abteilung Midland ernannt. Für diese Arbeit wurde sie 1921 als OBE ausgezeichnet.
Am 22. Dezember 1919 gebar sie eine Tochter. Zwei Tage später wurde das Gesetz Sex Disqualification (Removal) Act 1919 verabschiedet, welches Frauen erstmals ermöglichte, in Großbritannien in den Rechtsberuf einzutreten. Bebb wurde im Januar 1920 in der Anwaltskammer Lincoln’s Inn aufgenommen und gab ihre Arbeit im Lebensmittelministerium auf, damit sie für die Anwaltsprüfungen studieren und ihrem Mann in seiner Praxis in Tewkesbury helfen konnte. Am 10. August 1921 bekam sie eine zweite Tochter, die jedoch zwei Tage später verstarb. Sie starb am 9. Oktober 1921 nach einer Beckenthrombose und Herzstillstand.